# Plobannalec-Lesconil
Plobannalec-Lesconil (Bretons: Pornaleg-Leskonil) is een gemeente in het Franse departement Finistère (regio Bretagne). De plaats maakt deel uit van het arrondissement Quimper. Plobannalec-Lesconil telde op 1 januari 2022 3.694 inwoners.

## Geografie
De oppervlakte van Plobannalec-Lesconil bedroeg op 1 januari 2022 18,17 vierkante kilometer; de bevolkingsdichtheid was toen 203,3 inwoners per km².

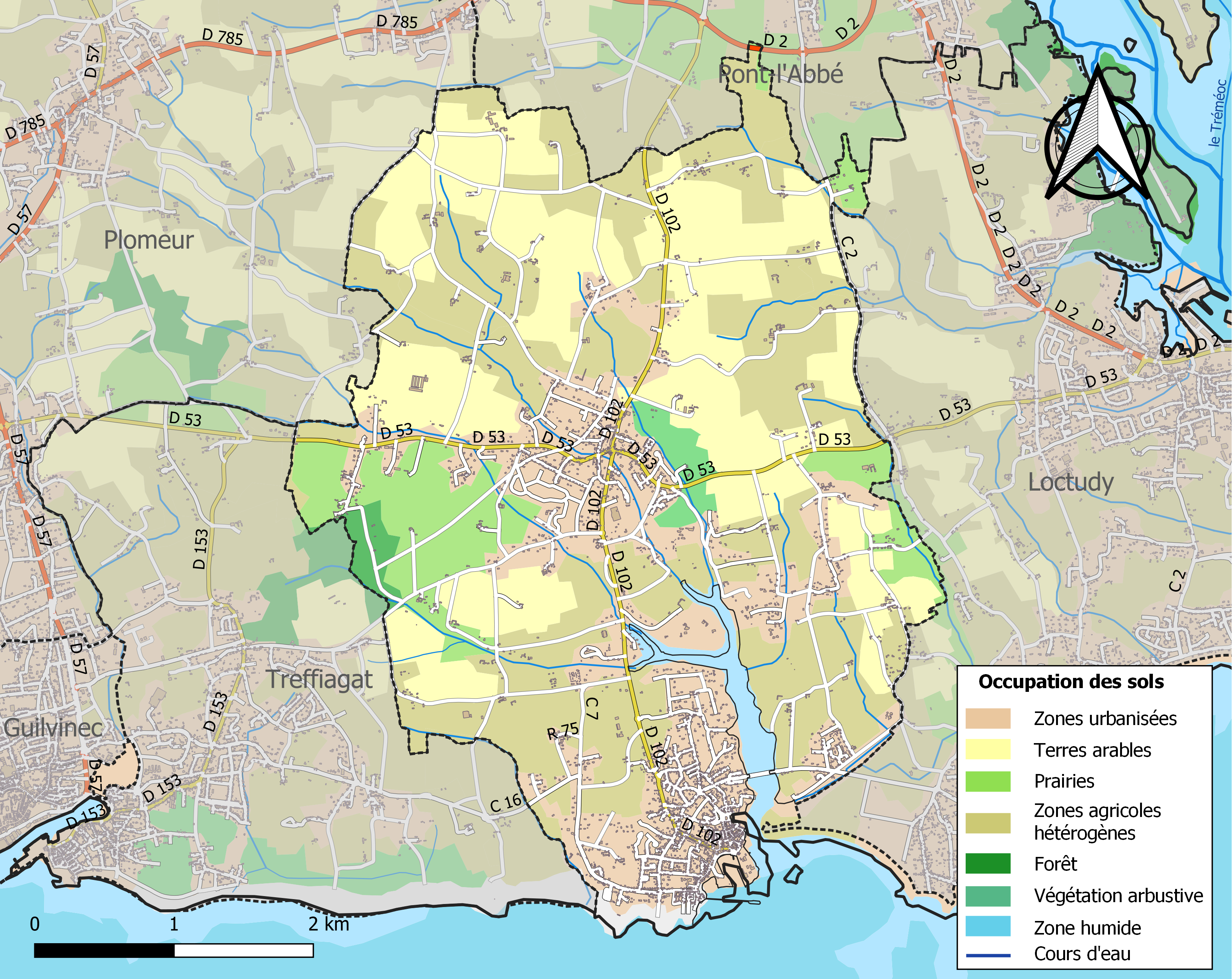
Kaart van de gemeente met belangrijkste infrastructuur, bodemgebruik en omliggende gemeenten

## Demografie
Onderstaande figuur toont het verloop van het inwonertal (bron: INSEE-tellingen).